# Слупя (гміна Завідз)
Слупя (пол. Słupia) — село в Польщі, у гміні Завідз Серпецького повіту Мазовецького воєводства.
Населення — 173 особи (2011).

## Демографія
Демографічна структура станом на 31 березня 2011 року:
|          | Загалом | Допрацездатний вік | Працездатний вік | Постпрацездатний вік |
| -------- | ------- | ------------------ | ---------------- | -------------------- |
| Чоловіки | 79      | 22                 | 50               | 7                    |
| Жінки    | 94      | 22                 | 51               | 21                   |
| Разом    | 173     | 44                 | 101              | 28                   |